# Film in 2018
Dit artikel gaat over films uitgebracht in het jaar 2018, filmfestivals en filmprijzen.

## Succesvolste films
De tien films uit 2018 die het meest opbrachten.
| Rang | Titel                                       | Distributeur         | Opbrengst wereldwijd |
| ---- | ------------------------------------------- | -------------------- | -------------------- |
| 1    | Avengers: Infinity War                      | Walt Disney Pictures | $ 2.048.359.754      |
| 2    | Black Panther                               | Walt Disney Pictures | $ 1.346.913.161      |
| 3    | Jurassic World: Fallen Kingdom              | Universal Pictures   | $ 1.308.467.944      |
| 4    | Incredibles 2                               | Walt Disney Pictures | $ 1.242.805.359      |
| 5    | Aquaman                                     | Warner Bros.         | $ 1.147.661.807      |
| 6    | Bohemian Rhapsody                           | 20th Century Fox     | $ 903.655.259        |
| 7    | Venom                                       | Sony Pictures        | $ 856.085.151        |
| 8    | Mission: Impossible – Fallout               | Paramount Pictures   | $ 791.115.104        |
| 9    | Deadpool 2                                  | 20th Century Fox     | $ 785.046.920        |
| 10   | Fantastic Beasts: The Crimes of Grindelwald | Warner Bros.         | $ 654,855,901        |

## Filmprijzen
- Uitreiking 75e Golden Globe Awards: 7 januari
- Uitreiking 23e Critics' Choice Awards: 11 januari
- Uitreiking 23ste Prix Lumières: 29 januari
- Uitreiking 8e Magritte du cinéma: 3 februari
- Uitreiking 22e Satellite Awards: 11 februari
- Uitreiking 71e British Academy Film Awards: 18 februari
- Uitreiking 43ste Césars: 2 maart
- Uitreiking 38e Golden Raspberry Awards: 3 maart
- Uitreiking 33e Film Independent Spirit Awards: 3 maart
- Uitreiking 90ste Academy Awards: 4 maart
- Uitreiking 44e Saturn Awards: 27 juni
- Uitreiking 31e Europese Filmprijzen: december

## Filmfestivals
- Sundance Film Festival: 18–28 januari
- International Film Festival Rotterdam: 24 januari – 4 februari
- Internationaal filmfestival van Göteborg: 26 januari – 5 februari
- Internationaal filmfestival van Berlijn: 15–25 februari
  - Uitreiking Gouden Beer
- Filmfestival van Cannes: 8–19 mei
  - Uitreiking Gouden Palm
- Internationaal filmfestival van Karlsbad: 29 juni – 7 juli
  - Uitreiking Kristallen Bol
- Internationaal filmfestival van Locarno: 1–11 augustus
  - Uitreiking Gouden Luipaard
- Filmfestival van Sarajevo: 10–17 augustus
  - Uitreiking Hart van Sarajevo
- Filmfestival van Venetië: 2–12 september
  - Uitreiking Gouden Leeuw
- Internationaal filmfestival van Toronto: 7–16 september
- Film by the Sea Vlissingen: september
- Filmfestival van Oostende: september
  - Uitreiking Ensors
- Nederlands Film Festival, Utrecht: september
  - Uitreiking Gouden Kalf
- Film Fest Gent: 9–19 oktober

## Lijst van films
Films die in 2018 zijn uitgebracht en een lemma in de Nederlandstalige Wikipedia hebben:
| Verschijningsdatum | Titel                                             | Land                                                                 | Opmerking                                                              |
| ------------------ | ------------------------------------------------- | -------------------------------------------------------------------- | ---------------------------------------------------------------------- |
| 5 januari 2018     | Insidious: The Last Key                           | Verenigde Staten                                                     |                                                                        |
| 8 januari 2018     | The Commuter                                      | Verenigde Staten / Verenigd Koninkrijk / Frankrijk                   | New York                                                               |
| 11 januari 2018    | Maze Runner: The Death Cure                       | Verenigde Staten                                                     | Seoel                                                                  |
| 15 januari 2018    | Taal is zeg maar echt mijn ding                   | Nederland                                                            | Tuschinski, Amsterdam                                                  |
| 16 januari 2018    | 12 Strong                                         | Verenigde Staten                                                     | New York                                                               |
| 18 januari 2018    | Blindspotting                                     | Verenigde Staten                                                     | Sundance Film Festival                                                 |
| 18 januari 2018    | Benzinho (Loveling)                               | Brazilië / Uruguay                                                   | Sundance Film Festival                                                 |
| 18 januari 2018    | Private Life                                      | Verenigde Staten                                                     | Sundance Film Festival                                                 |
| 19 januari 2018    | Pity                                              | Griekenland                                                          | Sundance Film Festival                                                 |
| 19 januari 2018    | American Animals                                  | Verenigde Staten                                                     | Sundance Film Festival                                                 |
| 19 januari 2018    | Eighth Grade                                      | Verenigde Staten                                                     | Sundance Film Festival                                                 |
| 19 januari 2018    | Lizzie                                            | Verenigde Staten                                                     | Sundance Film Festival                                                 |
| 19 januari 2018    | Monsters and Men                                  | Verenigde Staten                                                     | Sundance Film Festival                                                 |
| 19 januari 2018    | The Kindergarten Teacher                          | Verenigde Staten                                                     | Sundance Film Festival                                                 |
| 19 januari 2018    | Dead Pigs                                         | Verenigde Staten / China                                             | Sundance Film Festival                                                 |
| 19 januari 2018    | Un traductor                                      | Canada / Cuba                                                        | Sundance Film Festival                                                 |
| 19 januari 2018    | Won't You Be My Neighbour?                        | Verenigde Staten                                                     | Sundance Film Festival                                                 |
| 19 januari 2018    | Don't Worry, He Won't Get Far on Foot             | Verenigde Staten                                                     | Sundance Film Festival                                                 |
| 19 januari 2018    | Juliet, Naked                                     | Verenigde Staten                                                     | Sundance Film Festival                                                 |
| 19 januari 2018    | The Catcher Was a Spy                             | Verenigde Staten                                                     | Sundance Film Festival                                                 |
| 19 januari 2018    | Mandy                                             | Verenigde Staten / België                                            | Sundance Film Festival                                                 |
| 20 januari 2018    | Colette                                           | Verenigde Staten                                                     | Sundance Film Festival                                                 |
| 20 januari 2018    | Yardie                                            | Verenigd Koninkrijk                                                  | Sundance Film Festival                                                 |
| 20 januari 2018    | Nancy                                             | Verenigde Staten                                                     | Sundance Film Festival                                                 |
| 20 januari 2018    | Sorry to Bother You                               | Verenigde Staten                                                     | Sundance Film Festival                                                 |
| 20 januari 2018    | The Tale                                          | Verenigde Staten                                                     | Sundance Film Festival                                                 |
| 20 januari 2018    | Tyrel                                             | Verenigde Staten                                                     | Sundance Film Festival                                                 |
| 20 januari 2018    | Wildlife                                          | Verenigde Staten                                                     | Sundance Film Festival                                                 |
| 20 januari 2018    | Ferrugem (Rust)                                   | Brazilië                                                             | Sundance Film Festival Winnaar World Cinema Grand Jury Prize: Dramatic |
| 20 januari 2018    | Tiempo compartido                                 | Mexico / Nederland                                                   | Sundance Film Festival                                                 |
| 20 januari 2018    | Leave No Trace                                    | Verenigde Staten                                                     | Sundance Film Festival                                                 |
| 21 januari 2018    | Come Sunday                                       | Verenigde Staten                                                     | Sundance Film Festival                                                 |
| 21 januari 2018    | The Happy Prince                                  | Verenigd Koninkrijk / Duitsland / België / Italië                    | Sundance Film Festival                                                 |
| 21 januari 2018    | Hereditary                                        | Verenigde Staten                                                     | Sundance Film Festival                                                 |
| 21 januari 2018    | What They Had                                     | Verenigde Staten                                                     | Sundance Film Festival                                                 |
| 21 januari 2018    | Blaze                                             | Verenigde Staten                                                     | Sundance Film Festival                                                 |
| 21 januari 2018    | Burden                                            | Verenigde Staten                                                     | Sundance Film Festival Winnaar publieksprijs U.S. Dramatic             |
| 21 januari 2018    | I Think We're Alone Now                           | Verenigde Staten                                                     | Sundance Film Festival                                                 |
| 21 januari 2018    | Den skyldige (The Guilty)                         | Denemarken                                                           | Sundance Film Festival Winnaar publieksprijs World Cinema Dramatic     |
| 21 januari 2018    | Holiday                                           | Denemarken / Nederland / Zweden                                      | Sundance Film Festival                                                 |
| 21 januari 2018    | La reina del miedo (The Queen of Fear)            | Argentinië / Denemarken                                              | Sundance Film Festival                                                 |
| 22 januari 2018    | Monster                                           | Verenigde Staten                                                     | Sundance Film Festival                                                 |
| 22 januari 2018    | The Miseducation of Cameron Post                  | Verenigde Staten                                                     | Sundance Film Festival Winnaar U.S. Grand Jury Prize: Dramatic         |
| 22 januari 2018    | Andið eðlilega (And Breathe Normally)             | IJsland / Zweden / België                                            | Sundance Film Festival                                                 |
| 22 januari 2018    | Kelebekler (Butterflies)                          | Turkije                                                              | Sundance Film Festival                                                 |
| 22 januari 2018    | Beirut                                            | Verenigde Staten                                                     | Sundance Film Festival                                                 |
| 22 januari 2018    | Ophelia                                           | Verenigde Staten                                                     | Sundance Film Festival                                                 |
| 23 januari 2018    | A Kid Like Jake                                   | Verenigde Staten                                                     | Sundance Film Festival                                                 |
| 23 januari 2018    | Damsel                                            | Verenigde Staten                                                     | Sundance Film Festival                                                 |
| 23 januari 2018    | Puzzle                                            | Verenigde Staten                                                     | Sundance Film Festival                                                 |
| 24 januari 2018    | A Futile and Stupid Gesture                       | Verenigde Staten                                                     | Sundance Film Festival                                                 |
| 24 januari 2018    | Patser                                            | België                                                               |                                                                        |
| 25 januari 2018    | Het Leven is vurrukkulluk                         | Nederland                                                            |                                                                        |
| 26 januari 2018    | Hearts Beat Loud                                  | Verenigde Staten                                                     | Sundance Film Festival                                                 |
| 26 januari 2018    | The Long Dumb Road                                | Verenigde Staten                                                     | Sundance Film Festival                                                 |
| 26 januari 2018    | Early Man                                         | Verenigd Koninkrijk                                                  | Animatiefilm                                                           |
| 27 januari 2018    | Wij                                               | België / Nederland                                                   | International Film Festival Rotterdam                                  |
| 29 januari 2018    | Black Panther                                     | Verenigde Staten                                                     |                                                                        |
| 2 februari 2018    | Winchester                                        | Verenigde Staten / Australië                                         |                                                                        |
| 3 februari 2018    | Peter Rabbit                                      | Verenigde Staten / Australië / Verenigd Koninkrijk                   | Los Angeles                                                            |
| 4 februari 2018    | The Cloverfield Paradox                           | Verenigde Staten                                                     | Netflix                                                                |
| 6 februari 2018    | The 15:17 to Paris                                | Verenigde Staten                                                     | Los Angeles                                                            |
| 6 februari 2018    | The Mercy                                         | Verenigd Koninkrijk                                                  | Londen                                                                 |
| 9 februari 2018    | Fifty Shades Freed                                | Verenigde Staten                                                     |                                                                        |
| 15 februari 2018   | Red Sparrow                                       | Verenigde Staten                                                     | Newseum, Washington D.C.                                               |
| 15 februari 2018   | Isle of Dogs                                      | Verenigde Staten                                                     | Internationaal filmfestival van Berlijn (openingsfilm) - Animatiefilm  |
| 16 februari 2018   | Detective Chinatown 2                             | China                                                                |                                                                        |
| 16 februari 2018   | Las herederas                                     | Paraguay / Duitsland / Uruguay / Noorwegen / Brazilië / Frankrijk    | Internationaal filmfestival van Berlijn                                |
| 17 februari 2018   | Eva                                               | Frankrijk                                                            | Internationaal filmfestival van Berlijn                                |
| 17 februari 2018   | Dovlatov                                          | Rusland / Polen / Servië                                             | Internationaal filmfestival van Berlijn                                |
| 17 februari 2018   | Transit                                           | Duitsland / Frankrijk                                                | Internationaal filmfestival van Berlijn                                |
| 18 februari 2018   | Figlia mia                                        | Italië / Duitsland / Zwitserland                                     | Internationaal filmfestival van Berlijn                                |
| 18 februari 2018   | La Prière                                         | Frankrijk                                                            | Internationaal filmfestival van Berlijn                                |
| 18 februari 2018   | Toppen av ingenting (The Real Estate)             | Zweden / Verenigd Koninkrijk                                         | Internationaal filmfestival van Berlijn                                |
| 19 februari 2018   | 3 Tage in Quiberon                                | Duitsland / Oostenrijk / Frankrijk                                   | Internationaal filmfestival van Berlijn                                |
| 19 februari 2018   | Utøya 22. juli                                    | Noorwegen                                                            | Internationaal filmfestival van Berlijn                                |
| 19 februari 2018   | 7 Days in Entebbe                                 | Verenigde Staten / Verenigd Koninkrijk                               | Internationaal filmfestival van Berlijn                                |
| 20 februari 2018   | Ang panahon ng halimaw (Season of the Devil)      | Filipijnen                                                           | Internationaal filmfestival van Berlijn                                |
| 20 februari 2018   | La enfermedad del domingo                         | Spanje                                                               | Internationaal filmfestival van Berlijn                                |
| 21 februari 2018   | Mein Bruder heißt Robert und ist ein Idiot        | Duitsland / Frankrijk                                                | Internationaal filmfestival van Berlijn                                |
| 21 februari 2018   | Khook (Pig)                                       | Iran                                                                 | Internationaal filmfestival van Berlijn                                |
| 21 februari 2018   | Unsane                                            | Verenigde Staten                                                     | Internationaal filmfestival van Berlijn                                |
| 22 februari 2018   | Touch Me Not                                      | Roemenië / Duitsland / Tsjechië / Bulgarije / Frankrijk              | Internationaal filmfestival van Berlijn Winnaar Gouden Beer            |
| 22 februari 2018   | Museo                                             | Mexico                                                               | Internationaal filmfestival van Berlijn                                |
| 23 februari 2018   | In den Gängen                                     | Duitsland                                                            | Internationaal filmfestival van Berlijn                                |
| 23 februari 2018   | Mute                                              | Verenigd Koninkrijk / Duitsland                                      | Netflix                                                                |
| 23 februari 2018   | Twarz                                             | Polen                                                                | Internationaal filmfestival van Berlijn                                |
| 23 februari 2018   | Annihilation                                      | Verenigde Staten / Verenigd Koninkrijk                               |                                                                        |
| 26 februari 2018   | Mary Magdalene                                    | Verenigde Staten / Verenigd Koninkrijk / Australië                   | Londen                                                                 |
| 27 februari 2018   | Love, Simon                                       | Verenigde Staten                                                     | Sydney                                                                 |
| 2 maart 2018       | Death Wish                                        | Verenigde Staten                                                     |                                                                        |
| 2 maart 2018       | Tomb Raider                                       | Verenigde Staten                                                     | Berlijn                                                                |
| 6 maart 2018       | The Revenge of Robert the Doll                    | Verenigd Koninkrijk                                                  |                                                                        |
| 7 maart 2018       | The Strangers: Prey at Night                      | Verenigde Staten                                                     |                                                                        |
| 8 maart 2018       | Bankier van het verzet                            | Nederland                                                            |                                                                        |
| 9 maart 2018       | A Quiet Place                                     | Verenigde Staten                                                     | SXSW                                                                   |
| 11 maart 2018      | Ready Player One                                  | Verenigde Staten                                                     | SXSW                                                                   |
| 15 maart 2018      | Pacific Rim Uprising                              | Verenigde Staten                                                     | Londen                                                                 |
| 16 maart 2018      | Love, Simon                                       | Verenigde Staten                                                     | Mardi Gras Film Festival                                               |
| 21 maart 2018      | Boro the Caterpillar 毛虫のボロ; Kemushi no Boro  | Japan                                                                | Korte animatiefilm                                                     |
| 23 maart 2018      | Game Over, Man!                                   | Verenigde Staten                                                     | Netflix                                                                |
| 23 maart 2018      | Midnight Sun                                      | Verenigde Staten                                                     |                                                                        |
| 4 april 2018       | Rampage                                           | Verenigde Staten                                                     | Los Angeles                                                            |
| 6 april 2018       | Campeones                                         | Spanje                                                               |                                                                        |
| 7 april 2018       | Paterno                                           | Verenigde Staten                                                     | Televisiefilm                                                          |
| 9 april 2018       | The Guernsey Literary and Potato Peel Pie Society | Verenigd Koninkrijk                                                  | Londen                                                                 |
| 12 april 2018      | Transfert                                         | Italië                                                               | Catania                                                                |
| 13 april 2018      | Truth or Dare                                     | Verenigde Staten                                                     |                                                                        |
| 14 april 2018      | Alex Strangelove                                  | Verenigde Staten                                                     | Internationaal filmfestival van San Francisco                          |
| 20 april 2018      | Wanderland                                        | Verenigde Staten                                                     |                                                                        |
| 23 april 2018      | Avengers: Infinity War                            | Verenigde Staten                                                     | Hollywood                                                              |
| 27 april 2018      | The Week Of                                       | Verenigde Staten                                                     | Netflix                                                                |
| 3 mei 2018         | Sobibor                                           | Rusland / Duitsland / Litouwen / Polen                               |                                                                        |
| 4 mei 2018         | Anon                                              | Verenigde Staten                                                     | Netflix                                                                |
| 8 mei 2018         | Todos lo saben (Everybody Knows)                  | Spanje / Frankrijk / Italië                                          | Filmfestival van Cannes (openingsfilm)                                 |
| 9 mei 2018         | Leto (Лето) (Summer)                              | Rusland                                                              | Filmfestival van Cannes                                                |
| 9 mei 2018         | Yomeddine                                         | Egypte                                                               | Filmfestival van Cannes                                                |
| 10 mei 2018        | Deadpool 2                                        | Verenigde Staten                                                     | Londen                                                                 |
| 10 mei 2018        | Zimna wojna (Cold War)                            | Polen / Frankrijk / Verenigd Koninkrijk                              | Filmfestival van Cannes                                                |
| 10 mei 2018        | Plaire, aimer et courir vite                      | Frankrijk                                                            | Filmfestival van Cannes                                                |
| 11 mei 2018        | Jiang hu er nv (江湖儿女) (Ash Is Purest White)   | China                                                                | Filmfestival van Cannes                                                |
| 11 mei 2018        | Le Livre d'image                                  | Frankrijk / Zwitserland                                              | Filmfestival van Cannes                                                |
| 11 mei 2018        | Terminal                                          | Verenigd Koninkrijk / Ierland / Hongarije / Verenigde Staten         |                                                                        |
| 11 mei 2018        | The Kissing Booth                                 | Verenigd Koninkrijk                                                  | Netflix                                                                |
| 12 mei 2018        | Les Filles du soleil                              | Frankrijk                                                            | Filmfestival van Cannes                                                |
| 12 mei 2018        | Se rokh (Three Faces)                             | Iran                                                                 | Filmfestival van Cannes                                                |
| 12 mei 2018        | Fahrenheit 451                                    | Verenigde Staten                                                     | Filmfestival van Cannes                                                |
| 12 mei 2018        | Girl                                              | België                                                               | Filmfestival van Cannes Un certain regard                              |
| 13 mei 2018        | Lazzaro Felice                                    | Italië                                                               | Filmfestival van Cannes                                                |
| 13 mei 2018        | Manbiki kazoku (万引き家族) (Shoplifters)         | Japan                                                                | Filmfestival van Cannes Winnaar Gouden Palm                            |
| 13 mei 2018        | Le Grand Bain                                     | Frankrijk                                                            | Filmfestival van Cannes                                                |
| 14 mei 2018        | Netemo sametemo (寝ても覚めても) (Asako I & II)   | Japan                                                                | Filmfestival van Cannes                                                |
| 14 mei 2018        | BlacKkKlansman                                    | Verenigde Staten                                                     | Filmfestival van Cannes                                                |
| 14 mei 2018        | The House That Jack Built                         | Denemarken / Frankrijk / Duitsland / Zweden                          | Filmfestival van Cannes                                                |
| 15 mei 2018        | Carmen y Lola                                     | Spanje                                                               | Filmfestival van Cannes                                                |
| 15 mei 2018        | Solo: A Star Wars Story                           | Verenigde Staten                                                     | Filmfestival van Cannes                                                |
| 15 mei 2018        | En guerre                                         | Frankrijk                                                            | Filmfestival van Cannes                                                |
| 15 mei 2018        | Under the Silver Lake                             | Verenigde Staten                                                     | Filmfestival van Cannes                                                |
| 16 mei 2018        | Beoning (버닝) (Burning)                          | Zuid-Korea                                                           | Filmfestival van Cannes                                                |
| 16 mei 2018        | Dogman                                            | Italië / Frankrijk                                                   | Filmfestival van Cannes                                                |
| 17 mei 2018        | Cafarnaúm (Capernaum)                             | Libanon                                                              | Filmfestival van Cannes                                                |
| 19 mei 2018        | The Man Who Killed Don Quixote                    | Verenigd Koninkrijk                                                  | Filmfestival van Cannes (slotfilm)                                     |
| 19 mei 2018        | Hotel Artemis                                     | Verenigde Staten                                                     | Los Angeles                                                            |
| 21 mei 2018        | Jurassic World: Fallen Kingdom                    | Verenigde Staten                                                     | Madrid                                                                 |
| 31 mei 2018        | Adrift                                            | Verenigde Staten                                                     |                                                                        |
| 5 juni 2018        | Ocean's 8                                         | Verenigde Staten                                                     | New York                                                               |
| 5 juni 2018        | Incredibles 2                                     | Verenigde Staten                                                     | Los Angeles Animatiefilm                                               |
| 7 juni 2018        | Swimming with Men                                 | Verenigd Koninkrijk                                                  |                                                                        |
| 12 juni 2018       | Set It Up                                         | Verenigde Staten                                                     | New York                                                               |
| 15 juni 2018       | Gotti                                             | Verenigde Staten                                                     |                                                                        |
| 21 juni 2018       | Escape Plan 2: Hades                              | Verenigde Staten / China                                             |                                                                        |
| 22 juni 2018       | Calibre                                           | Verenigd Koninkrijk                                                  | Internationaal filmfestival van Edinburgh                              |
| 23 juni 2018       | Redbad                                            | Nederland                                                            | Leeuwarden                                                             |
| 25 juni 2018       | Ant-Man and the Wasp                              | Verenigde Staten                                                     | Los Angeles                                                            |
| 26 juni 2018       | Sicario: Day of the Soldado                       | Verenigde Staten / Italië                                            | Los Angeles                                                            |
| 29 juni 2018       | Tau                                               | Verenigde Staten                                                     | Netflix                                                                |
| 4 juli             | The First Purge                                   | Verenigde Staten                                                     |                                                                        |
| 12 juli 2018       | Mission: Impossible – Fallout                     | Verenigde Staten                                                     | Parijs                                                                 |
| 13 juli 2018       | How It Ends                                       | Verenigde Staten / Canada                                            | Netflix                                                                |
| 13 juli 2018       | Pokémon de Film: Onze Kracht                      | Japan                                                                |                                                                        |
| 16 juli 2018       | Mamma Mia! Here We Go Again                       | Verenigde Staten / Verenigd Koninkrijk                               | Londen                                                                 |
| 17 juli 2018       | Billionaire Boys Club                             | Verenigde Staten                                                     |                                                                        |
| 19 juli 2018       | The Equalizer 2                                   | Verenigde Staten                                                     |                                                                        |
| 20 juli 2018       | Father of the Year                                | Verenigde Staten                                                     | Netflix                                                                |
| 27 juli 2018       | Extinction                                        | Verenigde Staten                                                     | Netflix                                                                |
| 30 juli 2018       | Christopher Robin (Janneman Robinson & Poeh)      | Verenigde Staten                                                     | Burbank                                                                |
| 3 augustus 2018    | The Darkest Minds                                 | Verenigde Staten                                                     |                                                                        |
| 7 augustus 2018    | Crazy Rich Asians                                 | Verenigde Staten                                                     | Los Angeles                                                            |
| 8 augustus 2018    | The Meg                                           | Verenigde Staten / China                                             |                                                                        |
| 9 augustus 2018    | Slender Man                                       | Verenigde Staten                                                     |                                                                        |
| 19 augustus 2018   | Gundermann                                        | Duitsland                                                            | Hoyerswerda                                                            |
| 22 augustus 2018   | Lukas                                             | Frankrijk                                                            |                                                                        |
| 24 augustus 2018   | The Happytime Murders                             | Verenigde Staten                                                     |                                                                        |
| 29 augustus 2018   | First Man                                         | Verenigde Staten                                                     | Filmfestival van Venetië                                               |
| 30 augustus 2018   | The Favourite                                     | Ierland / Verenigd Koninkrijk / Verenigde Staten                     | Filmfestival van Venetië                                               |
| 30 augustus 2018   | Roma                                              | Mexico / Verenigde Staten                                            | Filmfestival van Venetië Winnaar Gouden Leeuw                          |
| 31 augustus 2018   | The Other Side of the Wind                        | Verenigde Staten / Iran                                              | Filmfestival van Venetië                                               |
| 31 augustus 2018   | The Ballad of Buster Scruggs                      | Verenigde Staten                                                     | Filmfestival van Venetië                                               |
| 31 augustus 2018   | A Star Is Born                                    | Verenigde Staten                                                     | Filmfestival van Venetië                                               |
| 31 augustus 2018   | Peterloo                                          | Verenigd Koninkrijk                                                  | Filmfestival van Venetië                                               |
| 31 augustus 2018   | White Boy Rick                                    | Verenigde Staten                                                     | Filmfestival van Telluride                                             |
| 31 augustus 2018   | The Old Man & the Gun                             | Verenigde Staten                                                     | Filmfestival van Telluride                                             |
| 31 augustus 2018   | The Front Runner                                  | Verenigde Staten                                                     | Filmfestival van Telluride                                             |
| 1 september 2018   | Boy Erased                                        | Verenigde Staten                                                     | Filmfestival van Telluride                                             |
| 1 september 2018   | Can You Ever Forgive Me?                          | Verenigde Staten                                                     | Filmfestival van Telluride                                             |
| 1 september 2018   | La noche de 12 años                               | Uruguay                                                              | Filmfestival van Venetië                                               |
| 1 september 2018   | Suspiria                                          | Verenigde Staten / Italië                                            | Filmfestival van Venetië                                               |
| 2 september 2018   | The Sisters Brothers                              | Verenigde Staten / Frankrijk / Roemenië / Spanje                     | Filmfestival van Venetië                                               |
| 2 september 2018   | Tel Aviv on Fire                                  | Israël                                                               | Filmfestival van Venetië                                               |
| 2 september 2018   | Napszállta (Sunset)                               | Hongarije                                                            | Filmfestival van Venetië                                               |
| 3 september 2018   | At Eternity's Gate                                | Verenigde Staten / Verenigd Koninkrijk / Frankrijk                   | Filmfestival van Venetië                                               |
| 4 september 2018   | The Nun                                           | Verenigde Staten                                                     | Los Angeles                                                            |
| 4 september 2018   | Werk ohne Autor (Never Look Away)                 | Duitsland                                                            | Filmfestival van Venetië                                               |
| 5 september 2018   | The Nightingale                                   | Australië                                                            | Filmfestival van Venetië                                               |
| 5 september 2018   | 22 July                                           | Noorwegen / Verenigde Staten / IJsland                               | Filmfestival van Venetië                                               |
| 6 september 2018   | Outlaw King                                       | Verenigd Koninkrijk / Verenigde Staten                               | Internationaal filmfestival van Toronto                                |
| 6 september 2018   | Fahrenheit 11/9                                   | Verenigde Staten                                                     | Internationaal filmfestival van Toronto                                |
| 7 september 2018   | Beautiful Boy                                     | Verenigde Staten                                                     | Internationaal filmfestival van Toronto                                |
| 7 september 2018   | Duelles                                           | Frankrijk / België                                                   | Internationaal filmfestival van Toronto                                |
| 7 september 2018   | Gloria Bell                                       | Chili / Verenigde Staten                                             | Internationaal filmfestival van Toronto                                |
| 7 september 2018   | The Predator                                      | Canada / Verenigde Staten                                            | Internationaal filmfestival van Toronto                                |
| 7 september 2018   | El reino                                          | Spanje                                                               | Internationaal filmfestival van Toronto                                |
| 8 september 2018   | Ben Is Back                                       | Verenigde Staten                                                     | Internationaal filmfestival van Toronto                                |
| 8 september 2018   | Halloween                                         | Verenigde Staten                                                     | Internationaal filmfestival van Toronto                                |
| 8 september 2018   | Widows                                            | Verenigd Koninkrijk / Verenigde Staten                               | Internationaal filmfestival van Toronto                                |
| 9 september 2018   | High Life                                         | Verenigd Koninkrijk / Duitsland / Frankrijk / Polen                  | Internationaal filmfestival van Toronto                                |
| 9 september 2018   | Icebox                                            | Verenigde Staten                                                     | Internationaal filmfestival van Toronto                                |
| 9 september 2018   | If Beale Street Could Talk                        | Verenigde Staten                                                     | Internationaal filmfestival van Toronto                                |
| 9 september 2018   | Mid90s                                            | Verenigde Staten                                                     | Internationaal filmfestival van Toronto                                |
| 11 september 2018  | Green Book                                        | Verenigde Staten                                                     | Internationaal filmfestival van Toronto                                |
| 12 september 2018  | King of Thieves                                   | Verenigd Koninkrijk                                                  | Londen                                                                 |
| 13 september 2018  | Johnny English Strikes Again                      | Verenigd Koninkrijk / Frankrijk                                      |                                                                        |
| 14 september 2018  | The Angel                                         | Verenigde Staten / Israël                                            | Netflix                                                                |
| 17 september 2018  | Doris                                             | Nederland                                                            |                                                                        |
| 19 september 2018  | The House with a Clock in Its Walls               | Verenigde Staten                                                     |                                                                        |
| 20 september 2018  | London Fields                                     | Verenigd Koninkrijk / Verenigde Staten                               |                                                                        |
| 21 september 2018  | Ashes in the Snow                                 | Verenigde Staten / Litouwen                                          | LA Film Festival                                                       |
| 22 september 2018  | Smallfoot                                         | Verenigde Staten                                                     | Los Angeles                                                            |
| 23 september 2018  | Yuli                                              | Spanje / Cuba / Verenigd Koninkrijk / Duitsland                      | Filmfestival van San Sebastián                                         |
| 27 september 2018  | Ballon                                            | Duitsland                                                            |                                                                        |
| 27 september 2018  | Entre dos aguas                                   | Spanje                                                               | Filmfestival van San Sebastián                                         |
| 28 september 2018  | Hell Fest                                         | Verenigde Staten                                                     |                                                                        |
| 1 oktober 2018     | Venom                                             | Verenigde Staten                                                     | Los Angeles                                                            |
| 2 oktober 2018     | Death Race: Beyond Anarchy                        | Verenigde Staten                                                     |                                                                        |
| 5 oktober 2018     | Viaje al cuarto de una madre                      | Spanje                                                               | Filmfestival van San Sebastián                                         |
| 8 oktober 2018     | Goosebumps 2: Haunted Halloween                   | Verenigde Staten                                                     | Culver City                                                            |
| 11 oktober 2018    | Superlópez                                        | Spanje                                                               | Filmfestival van Sitges                                                |
| 11 oktober 2018    | The Vanishing                                     | Verenigd Koninkrijk                                                  | Filmfestival van Sitges                                                |
| 18 oktober 2018    | Coureur                                           | België                                                               | Film Fest Gent                                                         |
| 19 oktober 2018    | Hunter Killer                                     | Verenigde Staten                                                     |                                                                        |
| 20 oktober 2018    | Buñuel en el laberinto de las tortugas            | Spanje / Nederland / Duitsland                                       | Animation Is Film Festival                                             |
| 21 oktober 2018    | Stan & Ollie                                      | Verenigd Koninkrijk / Verenigde Staten / Canada                      | Londen                                                                 |
| 23 oktober 2018    | Bohemian Rhapsody                                 | Verenigd Koninkrijk / Verenigde Staten                               | Londen                                                                 |
| 23 oktober 2018    | Perfectos desconocidos                            | Mexico                                                               | Morelia International Film Festival                                    |
| 24 oktober 2018    | The Girl in the Spider's Web                      | Canada / Duitsland / Verenigd Koninkrijk / Verenigde Staten / Zweden | Internationaal filmfestival van Rome                                   |
| 24 oktober 2018    | De Superjhemp retörns                             | Luxemburg / België                                                   | Stripverfilming                                                        |
| 26 oktober 2018    | El fotógrafo de Mauthausen                        | Spanje                                                               |                                                                        |
| 26 oktober 2018    | Quién te cantará                                  | Spanje                                                               |                                                                        |
| 29 oktober 2018    | The Nutcracker and the Four Realms                | Verenigde Staten                                                     | Los Angeles                                                            |
| 31 oktober 2018    | La sombra de la ley                               | Spanje                                                               |                                                                        |
| 5 november 2018    | Ralph Breaks the Internet                         | Verenigde Staten                                                     | Los Angeles                                                            |
| 8 november 2018    | Fantastic Beasts: The Crimes of Grindelwald       | Verenigd Koninkrijk / Verenigde Staten                               | Parijs                                                                 |
| 9 november 2018    | Dr. Seuss' The Grinch                             | Verenigde Staten / China / Japan / Frankrijk                         |                                                                        |
| 12 november 2018   | Bird Box                                          | Verenigde Staten                                                     | Los Angeles                                                            |
| 14 november 2018   | Creed II                                          | Verenigde Staten                                                     | New York                                                               |
| 15 november 2018   | Mary Queen of Scots                               | Verenigd Koninkrijk / Verenigde Staten                               | AFI                                                                    |
| 16 november 2018   | Instant Family                                    | Verenigde Staten                                                     |                                                                        |
| 16 november 2018   | The Princess Switch                               | Verenigde Staten                                                     | Netflix                                                                |
| 21 november 2018   | Robin Hood                                        | Verenigde Staten                                                     |                                                                        |
| 22 november 2018   | The Christmas Chronicles                          | Verenigde Staten                                                     | Netflix                                                                |
| 22 november 2018   | First Kiss                                        | Nederland                                                            | Amsterdam                                                              |
| 25 november 2018   | Mowgli                                            | Verenigde Staten / Verenigde Staten                                  | Bombay                                                                 |
| 26 november 2018   | Aquaman                                           | Verenigde Staten                                                     | Londen                                                                 |
| 26 november 2018   | All You Need Is Love                              | Nederland                                                            | Amsterdam                                                              |
| 27 november 2018   | Mortal Engines                                    | Verenigde Staten / Nieuw-Zeeland                                     | Londen                                                                 |
| 29 november 2018   | Mary Poppins Returns                              | Verenigde Staten                                                     | Los Angeles                                                            |
| 29 november 2018   | The Plagues of Breslau                            | Polen                                                                |                                                                        |
| 1 december 2018    | Spider-Man: Into the Spider-Verse                 | Verenigde Staten                                                     | Los Angeles                                                            |
| 3 december 2018    | Bumblebee                                         | Verenigde Staten                                                     | Berlijn                                                                |
| 11 december 2018   | Vice                                              | Verenigde Staten                                                     | Beverly Hills                                                          |
| 12 december 2018   | De Collega's 2.0                                  | België                                                               |                                                                        |
| 13 december 2018   | Bon Bini Holland 3                                | Nederland                                                            |                                                                        |
| 19 december 2018   | De Fabeltjeskrant: De Grote Dierenbos-spelen      | Nederland                                                            |                                                                        |
| 21 december 2018   | Welcome to Marwen                                 | Verenigde Staten                                                     |                                                                        |
| 25 december 2018   | Holmes & Watson                                   | Verenigde Staten                                                     |                                                                        |

1870-1879 · 1880-1889 · 1890 · 1891 · 1892 · 1893 · 1894 · 1895 · 1896 · 1897 · 1898 · 1899 · 1900 · 1901 · 1902 · 1903 · 1904 · 1905 · 1906 · 1907 · 1908 · 1909 · 1910 · 1911 · 1912 · 1913 · 1914 · 1915 · 1916 · 1917 · 1918 · 1919 · 1920 · 1921 · 1922 · 1923 · 1924 · 1925 · 1926 · 1927 · 1928 · 1929 · 1930 · 1931 · 1932 · 1933 · 1934 · 1935 · 1936 · 1937 · 1938 · 1939 · 1940 · 1941 · 1942 · 1943 · 1944 · 1945 · 1946 · 1947 · 1948 · 1949 · 1950 · 1951 · 1952 · 1953 · 1954 · 1955 · 1956 · 1957 · 1958 · 1959 · 1960 · 1961 · 1962 · 1963 · 1964 · 1965 · 1966 · 1967 · 1968 · 1969 · 1970 · 1971 · 1972 · 1973 · 1974 · 1975 · 1976 · 1977 · 1978 · 1979 · 1980 · 1981 · 1982 · 1983 · 1984 · 1985 · 1986 · 1987 · 1988 · 1989 · 1990 · 1991 · 1992 · 1993 · 1994 · 1995 · 1996 · 1997 · 1998 · 1999 · 2000 · 2001 · 2002 · 2003 · 2004 · 2005 · 2006 · 2007 · 2008 · 2009 · 2010 · 2011 · 2012 · 2013 · 2014 · 2015 · 2016 · 2017 · 2018 · 2019 · 2020 · 2021 · 2022 · 2023 · 2024 · 2025